# 蘆洲里
蘆洲里，為台灣台北市內湖區之一里，屬於東湖次分區。同時也為大內科地區蘆洲里工業區所在地。

## 概述

### 歷史
蘆洲里地區範圍最早稱作新里族，民國後隸屬於臺北縣內湖鄉葫洲村。民國五十七年（1968年）後改隸臺北市內湖區葫洲里。民國九十一年（2002年）9月1日「臺北市第五期里區域調整」中，蘆洲里才由葫洲里劃分出。因地理位置近基隆河而形成一葫蘆狀，故舊名為此地為葫蘆洲，後因已有葫洲里，故稱「蘆洲」。

### 里界
蘆洲里位於基隆河畔葫蘆洲地區，以基隆河中界南鄰南港區，由東至西分別接壤三重里、南港里和重陽里。東側以康寧路三段南湖大橋中線為界，鄰同區五分里。蘆洲里北側以國道一號為界，相鄰新里族南湖里和西側的石潭里。
蘆洲里大部分段籍位於潭美段一小段，安美街和潭美街相夾區域則屬安康段。

## 交通
蘆洲里位於工業地區和內湖區市郊，故有多種交通方式：

### 捷運
目前台北捷運正在計畫於里內建立民生汐止線葫蘆洲站（SB09計畫站）。土地分區和開發也都處於規劃階段。

### 道路
- 安康路 (臺北市)
- 永保街
- 安美街
- 潭美街
- 康寧路三段南湖大橋（里界）
- 中山高速公路（里界）

### 公車
| 編號          | 路線起迄                         | 經營業者           |
| ------------- | -------------------------------- | ------------------ |
| 53            | 東湖－西松高中                   | 欣欣客運           |
| 240           | 東湖－國父紀念館                 | 光華巴士           |
| 247（正、區） | 東湖－衡陽路（東湖－捷運圓山站） | 光華巴士           |
| 279           | 天母－內湖                       | 中興巴士、光華巴士 |
| 531           | 松山車站－紫雲里                 | 欣欣客運           |
| 681           | 東湖－陽明山                     | 光華巴士           |

## 里內設施和地點
- 台北市動物之家
- 葫蘆宮
- 內湖復育園區
- 南湖右岸河濱公園
- 葫蘆洲運動公園
- 潭美毛寶貝快樂公園
- 內湖垃圾焚化廠
- 民生汐止線葫蘆洲站（SB09計畫站）
- 蘆洲里工業區
- 小彎工業區（部分）

## 資料來源
1. ↑  . 臺北市信義區公所.   [2021-12-02]. （原始内容存档于2021-12-03）.
2. ↑  . 臺北市鄰里服務網.   [2021-12-02]. （原始内容存档于2021-12-03）.
3. ↑  . 臺北市內湖區公所.   [2021-12-02]. （原始内容存档于2021-12-03）.
4. ↑  . 臺北市內湖區公所.   [2021-12-02]. （原始内容存档于2021-12-03）.
5. ↑  . 地理資訊研究科學專題中心.   [2021-11-30]. （原始内容存档于2021-12-19）.
6. ↑  . 地理資訊研究科學專題中心.   [2021-11-30]. （原始内容存档于2021-12-19）.
7. ↑  . 台北捷運公司.   [2021-11-30]. （原始内容存档于2021-12-03）.
8. ↑   (PDF). 臺北市政府.   [2021-11-30]. （原始内容 (PDF)存档于2021-12-03）.